# Коваленко Ксенія Олексіївна
Ксенія Олексіївна Коваленко (рос. Ксения Алексеевна Коваленко; нар. 26 травня 1995, Аксу, Павлодарська область, Казахстан) — російська футболістка, нападниця російського клубу ЦСКА (Москва) і збірної Росії.

## Клубна кар'єра
Вихованка ФК «Кузбас» (Кемерово). Перший тренер — С. І. Шаламова. Пізніше перейшла в ЦСП «Ізмайлово» (Москва), звідки отримала виклик в жіночу збірну Росії з футболу. У 2014 році перейшла в клуб «Росіянка», де в 2016 році стала чемпіонкою Росії.
З початку 2017 року виступає за ЦСКА. Володарка Кубку Росії 2017 року, чемпіонка Росії 2019 року.
24 жовтня 2019 роки перенесла операцію на хребті. 6 лютого 2020 року вперше після травми вийшла на поле, відігравши весь матч. У своєму другому поєдинку після операції відзначилася голом. За словами фахівців, Коваленко встановила унікальне досягнення в історії світового футболу, повернувшись на поле через три з половиною місяці після травми.
Незважаючи на інтерес з боку іноземних клубів, залишається в ЦСКА.

## Кар'єра в збірній
У складі юніорської збірної Росії дебютувала в 2010 році — товариська гра з Естонією. Перший матч за молодіжну збірну Росії провела в лютому 2012 року проти Туреччини. У лютому 2014 року дебютувала в складі національної збірної Росії в товариському матчі зі США.
У серпні 2017 року завоювала бронзову медаль на Універсіаді в Тайбеї в складі національної збірної Росії.

## Життя поза футболом
У 2014 році увійшла в «ТОП-100 найсексуальніших дівчат планети 2014» за версією чоловічого журналу FHM.
Амбассадор Adidas та ряду інших брендів.
У 2017 році надала велике інтерв'ю блогу «Футбольні записки» на Sports.ru.
У 2019 року взяла участь в зйомках фільму «Нефутбол», де зіграла подругу героїні Любові Аксьонової.
Зустрічається з Денисом Глушаковим. 7 березня 2021 року народила дочку Мілу.